# Yūsuke Shimada
Yūsuke Shimada (jap. 島田 裕介 Shimada Yūsuke; ur. 19 stycznia 1982) – japoński piłkarz występujący na pozycji pomocnika.

## Kariera klubowa
Od 2000 do 2012 roku występował w klubach Omiya Ardija, Thespa Kusatsu, Sagan Tosu, Tokushima Vortis i Gangwon FC.